# هاين أرواخو
هاين أرواخو (بالبرتغالية: Heine Araújo) هي لاعبة جمباز فني برازيلية، ولدت في 31 مايو 1984 في كويابا في البرازيل.